# NGC 1957
NGC 1957 ist eine elliptische Galaxie vom Hubble-Typ E3 im Sternbild Hase nördlich der Ekliptik. Sie ist schätzungsweise 140 Millionen Lichtjahre von der Milchstraße entfernt und hat einen Durchmesser von etwa 45.000 Lj. Möglicherweise bildet NGC 1957 gemeinsam mit NGC 1954 und IC 2132 eine Gruppe.
Das Objekt wurde am 11. Dezember 1885 von Francis Leavenworth entdeckt.